# Scottish Premier League w piłce siatkowej mężczyzn (2021/2022)
Scottish Premier League 2021/2022 − 53. sezon ligowych mistrzostw Szkocji w piłce siatkowej zorganizowany przez stowarzyszenie Scottish Volleyball. Zainaugurowany został 2 października 2021 roku i trwał do 26 marca 2022 roku.
Rozgrywki zostały przywrócone po jednym sezonie przerwy spowodowanej pandemią COVID-19. Składały się one z fazy zasadniczej oraz fazy play-off. W fazie zasadniczej osiem drużyn rozegrało między sobą po jednym spotkaniu, a miejsce zajęte w tej fazie decydowało o rozstawieniu w fazie play-off. Faza play-off składała się z trzech rund. W ramach I rundy odbyły się ćwierćfinały, II runda obejmowała półfinały o miejsca 1-4 i o miejsca 5-8, w III rundzie natomiast rozegrano finały oraz mecze klasyfikacyjne o 3., 5. i 7. miejsce.
Ligowe mistrzostwo Szkocji po raz czwarty zdobył klub City of Edinburgh, który w finale pokonał City of Glasgow Ragazzi. Trzecie miejsce zajął zespół NUVOC.
W sezonie 2021/2022 żaden szkocki klub nie występował w europejskich pucharach.

## System rozgrywek
Scottish Premier League w sezonie 2021/2022 składała się z fazy zasadniczej oraz fazy play-off.
Faza zasadnicza

W fazie zasadniczej 8 drużyn rozegrało między sobą po jednym spotkaniu. Miejsce zajęte w fazie zasadniczej decydowało o rozstawieniu w fazie play-off.
Faza play-off
Faza play-off składała się z trzech rund. We wszystkich rundach rywalizacja toczyła się na podstawie drabinki turniejowej, a o awansie decydowało jedno spotkanie.
I runda

W ramach I rundy odbyły się ćwierćfinały. Pary ćwierćfinałowe powstały na podstawie miejsc zajętych przez poszczególne drużyny w fazie zasadniczej według klucza: 1-8, 2-7, 3-6, 4-5. Zespoły, które wygrały mecze ćwierćfinałowe, awansowały do półfinałów, a te, które przegrały, rywalizowały o miejsca 5-8.
II runda

II runda obejmowała półfinały o miejsca 1-4 i o miejsca 5-8.
Pary półfinałowe o miejsca 1-4 powstały według poniższego klucza:
- para 1: zwycięzca w ćwierćfinałowej parze 1-4 – zwycięzca w ćwierćfinałowej parze 4-5;
- para 2: zwycięzca w ćwierćfinałowej parze 2-7 – zwycięzca w ćwierćfinałowej parze 3-6.

Pary w półfinałach o miejsca 5-8 powstały analogicznie do par półfinałowych o miejsca 1-4, z tym że uczestniczyły w nich drużyny, które przegrały mecze ćwierćfinałowe.
III runda

W ramach III rundy zwycięzcy półfinałów o miejsca 1-4 rozegrali mecz finałowy, a przegrani rywalizowali o 3. miejsce, natomiast zwycięzcy półfinałów o miejsca 5-8 grali o 5. miejsce, a przegrani – o 7. miejsce.

## Drużyny uczestniczące
| | Scottish Premier League 2021/2022 |   |
| --- | --------------------------------- | - |
| EDI | City of Edinburgh                 | 1 |
| RAG | City of Glasgow Ragazzi           | 2 |
| AYR | South Ayrshire                    | 3 |
| ABE | Volleyball Aberdeen               | 4 |
| NUVOC | NUVOC                             | 5 |
| JET | Edinburgh Jets                    | 6 |
| | Awans z League One                |   |
| DND | Dundee                            | 2 |
| EDU | Edinburgh University              | 3 |
| Oznaczenia: - kolumna pierwsza – skróty nazw drużyn wpisane na mapie, - kolumna trzecia – miejsce zajmowane przez daną drużynę w sezonie 2019/2020 w dniu decyzji o przedwczesnym zakończeniu sezonu. |                                   |   |

## Hale sportowe
| Klub                    | Hala sportowa                  | Miejscowość       |
| ----------------------- | ------------------------------ | ----------------- |
| Dundee                  | Craigie High School            | Dundee            |
| City of Edinburgh       | Queensferry High School        | South Queensferry |
| City of Glasgow Ragazzi | Coatbridge High School         | Coatbridge        |
| South Ayrshire          | Prestwick Academy              | Prestwick         |
| Volleyball Aberdeen     | Kincorth Sports Centre         | Aberdeen          |
| Volleyball Aberdeen     | Sheddocksley Sport Centre      | Aberdeen          |
| Volleyball Aberdeen     | Beach Leisure Centre           | Aberdeen          |
| NUVOC                   | Drummond Community High School | Edynburg          |
| NUVOC                   | Queensferry High School        | South Queensferry |
| Edinburgh Jets          | Edinburgh College              | Edynburg          |
| University of Edinburgh | Pleasance Sports Complex & Gym | Edynburg          |
| University of Edinburgh | St Leonard's Land Gym          | Edynburg          |

## Faza zasadnicza

### Tabela wyników
| Gospodarz \ Gość1       | EDI | RAG | AYR | ABE | NUVOC | JET | DND | EDU |
| ----------------------- | --- | --- | --- | --- | ----- | --- | --- | --- |
| City of Edinburgh       | -   | -   | 3:0 | -   | 3:0   | -   | 3:0 | 3:0 |
| City of Glasgow Ragazzi | 1:3 | -   | -   | 3:1 | -     | 3:0 | -   | -   |
| South Ayrshire          | -   | 0:3 | -   | -   | 3:2   | 2:3 | -   | 1:3 |
| Volleyball Aberdeen     | 0:3 | -   | 2:3 | -   | 1:3   | 1:3 | 3:2 | -   |
| NUVOC                   | -   | 3:1 | -   | -   | -     | -   | -   | 0:3 |
| Edinburgh Jets          | 1:3 | -   | -   | -   | 3:2   | -   | 0:3 | -   |
| Dundee                  | -   | 0:3 | 3:0 | -   | 0:3   | -   | -   | 3:0 |
| Edinburgh University    | -   | 1:3 | -   | 3:2 | -     | 3:1 | -   | -   |

Źródło: Scottish Volleyball (ang.)
1 Drużyna gospodarzy jest wymieniona po lewej stronie tabeli.
Kolory:
  zwycięstwo gospodarzy 3:0 lub 3:1
  zwycięstwo gospodarzy 3:2
  zwycięstwo gości 3:0 lub 3:1
  zwycięstwo gości 3:2

### Terminarz i wyniki spotkań
| Data       | Godz. | Gospodarz               | Rezultat                                | Gość                    |
| ---------- | ----- | ----------------------- | --------------------------------------- | ----------------------- |
| 02.10.2021 | 10:00 | City of Edinburgh       | 3:0 (25:10, 25:16, 25:22)               | Dundee                  |
| 02.10.2021 | 10:30 | South Ayrshire          | 2:3 (26:28, 20:25, 25:23, 25:21, 15:17) | Edinburgh Jets          |
| 02.10.2021 | 13:00 | Volleyball Aberdeen     | 1:3 (23:25, 20:25, 26:24, 16:25)        | NUVOC                   |
| 16.10.2021 | 10:30 | South Ayrshire          | 3:2 (19:25, 27:25, 11:25, 25:16, 15:11) | NUVOC                   |
| 16.10.2021 | 12:00 | City of Edinburgh       | 3:0 (25:10, 25:22, 25:20)               | Edinburgh University    |
| 16.10.2021 | 14:00 | Volleyball Aberdeen     | 1:3 (19:25, 18:25, 25:18, 19:25)        | Edinburgh Jets          |
| 23.10.2021 | 9:30  | Edinburgh Jets          | 1:3 (22:25, 25:27, 25:20, 11:25)        | City of Edinburgh       |
| 23.10.2021 | 12:00 | Dundee                  | 3:0 (25:23, 25:21, 25:22)               | South Ayrshire          |
| 23.10.2021 | 12:15 | NUVOC                   | 3:1 (23:25, 28:26, 25:16, 25:22)        | City of Glasgow Ragazzi |
| 23.10.2021 | 15:00 | Edinburgh University    | 3:2 (23:25, 20:25, 25:22, 26:24, 15:12) | Volleyball Aberdeen     |
| 30.10.2021 | 11:30 | Edinburgh University    | 1:3 (21:25, 25:21, 15:25, 23:25)        | City of Glasgow Ragazzi |
| 13.11.2021 | 10:00 | City of Glasgow Ragazzi | 3:0 (25:20, 25:17, 25:23)               | Edinburgh Jets          |
| 13.11.2021 | 10:00 | City of Edinburgh       | 3:0 (28:26, 25:19, 25:22)               | NUVOC                   |
| 13.11.2021 | 10:30 | South Ayrshire          | 1:3 (25:23, 21:25, 22:25, 22:25)        | Edinburgh University    |
| 13.11.2021 | 10:45 | Volleyball Aberdeen     | 3:2 (21:25, 25:23, 16:25, 25:21, 15:13) | Dundee                  |
| 20.11.2021 | 10:30 | Dundee                  | 0:3 (26:28, 21:25, 22:25)               | NUVOC                   |
| 20.11.2021 | 10:30 | South Ayrshire          | 0:3 (21:25, 16:25, 20:25)               | City of Glasgow Ragazzi |
| 20.11.2021 | 11:45 | Volleyball Aberdeen     | 0:3 (16:25, 13:25, 23:25)               | City of Edinburgh       |
| 20.11.2021 | 12:30 | Edinburgh University    | 3:1 (27:29, 25:16, 25:20, 25:21)        | Edinburgh Jets          |
| 04.12.2021 | 10:00 | Edinburgh Jets          | 0:3 (16:25, 19:25, 23:25)               | Dundee                  |
| 04.12.2021 | 12:00 | City of Glasgow Ragazzi | 3:1 (25:22, 21:25, 23:25, 25:14)        | Volleyball Aberdeen     |
| 04.12.2021 | 13:45 | NUVOC                   | 0:3 (16:25, 23:25, 23:25)               | Edinburgh University    |
| 04.12.2021 | 14:00 | City of Edinburgh       | 3:0 (25:13, 25:18, 25:14)               | South Ayrshire          |
| 18.12.2021 | 10:45 | Dundee                  | 3:0 (25:19, 25:13, 25:19)               | Edinburgh University    |
| 29.01.2022 | 9:45  | Edinburgh Jets          | 3:2 (25:19, 25:17, 23:25, 22:25, 15:7)  | NUVOC                   |
| 29.01.2022 | 11:45 | Volleyball Aberdeen     | 2:3 (25:21, 25:23, 19:25, 10:25, 15:17) | South Ayrshire          |
| 29.01.2022 | 12:00 | City of Glasgow Ragazzi | 1:3 (21:25, 25:20, 23:25, 32:34)        | City of Edinburgh       |
| 12.02.2022 | 12:00 | Dundee                  | 0:3 (23:25, 12:25, 14:25)               | City of Glasgow Ragazzi |

### Tabela
| Lp. | Drużyna                 | Pkt | Mecze | Mecze | Mecze | Rodzaj wyniku | Rodzaj wyniku | Rodzaj wyniku | Rodzaj wyniku | Rodzaj wyniku | Rodzaj wyniku | Sety | Sety | Sety  | Małe punkty | Małe punkty | Małe punkty |
| Lp. | Drużyna                 | Pkt | M     | W     | P     | 3:0           | 3:1           | 3:2           | 2:3           | 1:3           | 0:3           | wyg. | prz. | stos. | zdob.       | str.        | stos.       |
| --- | ----------------------- | --- | ----- | ----- | ----- | ------------- | ------------- | ------------- | ------------- | ------------- | ------------- | ---- | ---- | ----- | ----------- | ----------- | ----------- |
| 1   | City of Edinburgh       | 21  | 7     | 7     | 0     | 5             | 2             | 0             | 0             | 0             | 0             | 21   | 2    | 10.5  | 579         | 448         | 1.292       |
| 2   | City of Glasgow Ragazzi | 15  | 7     | 5     | 2     | 3             | 2             | 0             | 0             | 2             | 0             | 17   | 8    | 2.125 | 605         | 541         | 1.118       |
| 3   | Edinburgh University    | 11  | 7     | 4     | 3     | 1             | 2             | 1             | 0             | 1             | 2             | 13   | 13   | 1     | 571         | 592         | 0.965       |
| 4   | NUVOC                   | 11  | 7     | 3     | 4     | 1             | 2             | 0             | 2             | 0             | 2             | 13   | 14   | 0.929 | 602         | 603         | 0.998       |
| 5   | Dundee                  | 10  | 7     | 3     | 4     | 3             | 0             | 0             | 1             | 0             | 3             | 11   | 12   | 0.917 | 450         | 430         | 1.047       |
| 6   | Edinburgh Jets          | 7   | 7     | 3     | 4     | 0             | 1             | 2             | 0             | 2             | 2             | 11   | 17   | 0.647 | 604         | 634         | 0.953       |
| 7   | South Ayrshire          | 5   | 7     | 2     | 5     | 0             | 0             | 2             | 1             | 1             | 3             | 9    | 19   | 0.474 | 577         | 633         | 0.912       |
| 8   | Volleyball Aberdeen     | 4   | 7     | 1     | 6     | 0             | 0             | 1             | 2             | 3             | 1             | 10   | 20   | 0.5   | 608         | 688         | 0.884       |

Źródło: Scottish Volleyball (ang.)
Punktacja: 3:0 i 3:1 – 3 pkt; 3:2 – 2 pkt; 2:3 – 1 pkt; 1:3 i 0:3 – 0 pkt
Zasady ustalania kolejności: 1. liczba punktów; 2. liczba zwycięstw; 3. stosunek setów; 4. stosunek małych punktów; 5. bilans w bezpośrednich meczach

## Faza play-off

### Drabinka
|  |                     |                   |                         |   |                      |                     |                         |   |                      |                   |                      |   |           |           |  |  |       |       |
|  | Mecz o 5. miejsce   | Mecz o 5. miejsce |                         |   | Mecze o miejsce 5-8  | Mecze o miejsce 5-8 |                         |   | Ćwierćifnały         | Ćwierćifnały      |                      |   | Półfinały | Półfinały |  |  | Finał | Finał |
|  | Mecz o 5. miejsce   | Mecz o 5. miejsce |                         |   | Mecze o miejsce 5-8  | Mecze o miejsce 5-8 |                         |   | Ćwierćifnały         | Ćwierćifnały      |                      |   | Półfinały | Półfinały |  |  | Finał | Finał |
|  |                     |                   |                         |   |                      |                     |                         |   |                      |                   |                      |   |           |           |  |  |       |       |
|  |                     |                   |                         |   |                      |                     |                         |   |                      |                   |                      |   |           |           |  |  |       |       |
|  | City of Edinburgh   | 3                 |                         |   |                      |                     |                         |   |                      |                   |                      |   |           |           |  |  |       |       |
|  | City of Edinburgh   | 3                 |                         |   |                      |                     |                         |   |                      |                   |                      |   |           |           |  |  |       |       |
|  |                     |                   | Volleyball Aberdeen     | 0 |                      |                     |                         |   |                      |                   |                      |   |           |           |  |  |       |       |
|  |                     |                   | Volleyball Aberdeen     | 0 |                      |                     |                         |   |                      |                   |                      |   |           |           |  |  |       |       |
|  | Dundee              | 1                 |                         |   | City of Edinburgh    | 3                   |                         |   |                      |                   |                      |   |           |           |  |  |       |       |
|  | Dundee              | 1                 |                         |   | City of Edinburgh    | 3                   |                         |   |                      |                   |                      |   |           |           |  |  |       |       |
|  |                     |                   | Volleyball Aberdeen     | 3 |                      |                     |                         |   | NUVOC                | 0                 |                      |   |           |           |  |  |       |       |
|  |                     |                   | Volleyball Aberdeen     | 3 |                      |                     |                         |   | NUVOC                | 0                 |                      |   |           |           |  |  |       |       |
|  |                     |                   | NUVOC                   | 3 |                      |                     |                         |   |                      |                   |                      |   |           |           |  |  |       |       |
|  |                     |                   | NUVOC                   | 3 |                      |                     |                         |   |                      |                   |                      |   |           |           |  |  |       |       |
|  |                     |                   |                         |   | Dundee               | 2                   |                         |   |                      |                   |                      |   |           |           |  |  |       |       |
|  |                     |                   |                         |   | Dundee               | 2                   |                         |   |                      |                   |                      |   |           |           |  |  |       |       |
|  | Volleyball Aberdeen | 3                 |                         |   | City of Edinburgh    | 3                   |                         |   |                      |                   |                      |   |           |           |  |  |       |       |
|  | Volleyball Aberdeen | 3                 |                         |   | City of Edinburgh    | 3                   |                         |   |                      |                   |                      |   |           |           |  |  |       |       |
|  | South Ayrshire      | 0                 |                         |   |                      |                     | City of Glasgow Ragazzi | 2 |                      |                   |                      |   |           |           |  |  |       |       |
|  | South Ayrshire      | 0                 |                         |   |                      |                     | City of Glasgow Ragazzi | 2 |                      |                   |                      |   |           |           |  |  |       |       |
|  |                     |                   | City of Glasgow Ragazzi | 3 |                      |                     |                         |   |                      |                   |                      |   |           |           |  |  |       |       |
|  |                     |                   | City of Glasgow Ragazzi | 3 |                      |                     |                         |   |                      |                   |                      |   |           |           |  |  |       |       |
|  |                     |                   | South Ayrshire          | 0 |                      |                     |                         |   |                      |                   |                      |   |           |           |  |  |       |       |
|  |                     |                   | South Ayrshire          | 0 |                      |                     |                         |   |                      |                   |                      |   |           |           |  |  |       |       |
|  | Mecz o 7. miejsce   | Mecz o 7. miejsce | Edinburgh Jets          | 0 |                      |                     | City of Glasgow Ragazzi | 3 | Mecz o 3. miejsce    | Mecz o 3. miejsce |                      |   |           |           |  |  |       |       |
|  | Mecz o 7. miejsce   | Mecz o 7. miejsce | Edinburgh Jets          | 0 |                      |                     | City of Glasgow Ragazzi | 3 | Mecz o 3. miejsce    | Mecz o 3. miejsce |                      |   |           |           |  |  |       |       |
|  |                     |                   |                         |   | South Ayrshire       | 3                   |                         |   |                      |                   | Edinburgh University | 0 |           |           |  |  |       |       |
|  |                     |                   |                         |   | South Ayrshire       | 3                   |                         |   |                      |                   | Edinburgh University | 0 |           |           |  |  |       |       |
|  | Dundee              | 3                 |                         |   | Edinburgh University | 3                   |                         |   | Edinburgh University | 0                 |                      |   |           |           |  |  |       |       |
|  | Dundee              | 3                 |                         |   | Edinburgh University | 3                   |                         |   | Edinburgh University | 0                 |                      |   |           |           |  |  |       |       |
|  | Edinburgh Jets      | 0                 |                         |   | Edinburgh Jets       | 2                   |                         |   | NUVOC                | 3                 |                      |   |           |           |  |  |       |       |
|  | Edinburgh Jets      | 0                 |                         |   | Edinburgh Jets       | 2                   |                         |   | NUVOC                | 3                 |                      |   |           |           |  |  |       |       |

### I runda

#### Ćwierćfinały
| Data       | Godz. | Gospodarz               | Rezultat                                | Gość                | MVP            |
| ---------- | ----- | ----------------------- | --------------------------------------- | ------------------- | -------------- |
| 26.02.2022 | 12:00 | City of Edinburgh       | 3:0 (25:17, 25:19, 25:19)               | Volleyball Aberdeen | Clark Hadden   |
| 26.02.2022 | 9:50  | NUVOC                   | 3:2 (23:25, 25:23, 25:19, 22:25, 15:10) | Dundee              | Graeme Spowart |
| 26.02.2022 | 12:00 | City of Glasgow Ragazzi | 3:0 (25:20, 25:21, 25:19)               | South Ayrshire      |                |
| 26.02.2022 | 14:30 | Edinburgh University    | 3:2 (26:24, 22:25, 25:14, 18:25, 16:14) | Edinburgh Jets      |                |

### II runda

#### Półfinały
| Data       | Godz. | Gospodarz               | Rezultat                  | Gość                 | MVP          |
| ---------- | ----- | ----------------------- | ------------------------- | -------------------- | ------------ |
| 19.03.2022 | 12:00 | City of Edinburgh       | 3:0 (25:15, 25:21, 25:14) | NUVOC                | Fraser Brown |
| 19.03.2022 | 12:00 | City of Glasgow Ragazzi | 3:0 (25:17, 25:15, 25:16) | Edinburgh University |              |

#### Mecze o miejsca 5-8
| Data       | Godz. | Gospodarz           | Rezultat                  | Gość           | MVP |
| ---------- | ----- | ------------------- | ------------------------- | -------------- | --- |
| 19.03.2022 | 12:00 | Volleyball Aberdeen | 3:1 ( )                   | Dundee         |     |
| 19.03.2022 |       | South Ayrshire      | 3:0 (25:14, 25:22, 25:22) | Edinburgh Jets |     |

### III runda

#### Finał
| Data       | Godz. | Gospodarz         | Rezultat                                | Gość                    | MVP                      |
| ---------- | ----- | ----------------- | --------------------------------------- | ----------------------- | ------------------------ |
| 26.03.2022 | 12:00 | City of Edinburgh | 3:2 (21:25, 20:25, 25:22, 25:23, 15:11) | City of Glasgow Ragazzi | Connor Boyle Euan Gibson |

#### Mecz o 3. miejsce
| Data       | Godz. | Gospodarz | Rezultat                  | Gość                 | MVP        |
| ---------- | ----- | --------- | ------------------------- | -------------------- | ---------- |
| 26.03.2022 | 14:00 | NUVOC     | 3:0 (25:17, 25:23, 25:14) | Edinburgh University | Abdoul Bah |

#### Mecz o 5. miejsce
| Data       | Godz. | Gospodarz           | Rezultat               | Gość           | MVP |
| ---------- | ----- | ------------------- | ---------------------- | -------------- | --- |
| 21.03.2022 | —     | Volleyball Aberdeen | 3:0 (25:0, 25:0, 25:0) | South Ayrshire | —   |

#### Mecz o 7. miejsce
| Data       | Godz. | Gospodarz | Rezultat                  | Gość           | MVP |
| ---------- | ----- | --------- | ------------------------- | -------------- | --- |
| 21.03.2022 |       | Dundee    | 3:0 (25:19, 25:16, 25:21) | Edinburgh Jets |     |

## Klasyfikacja końcowa
| Poz. | Drużyna                 |
| ---- | ----------------------- |
| 1.   | City of Edinburgh       |
| 2.   | City of Glasgow Ragazzi |
| 3.   | NUVOC                   |
| 4.   | Edinburgh University    |
| 5.   | Volleyball Aberdeen     |
| 6.   | South Ayrshire          |
| 7.   | Dundee                  |
| 8.   | Edinburgh Jets          |

     spadek do League One